# Vanda punctata
Vanda punctata är en orkidéart som beskrevs av Henry Nicholas Ridley. Vanda punctata ingår i släktet Vanda och familjen orkidéer. Inga underarter finns listade i Catalogue of Life.